# Come On (canción de Los Saicos)
«Come On» (en español: «Ven aquí») es un sencillo perteneciente a la banda de rock peruana, Los Saicos. Fue grabada en 1965 y fue su primer sencillo junto con la canción «Ana». Fue escrita por Erwin Flores y Rolando Carpio, cantante y guitarrista respectivamente.
La canción es junto con «Lonely Star», las únicas dos escritas por los miembros de la banda e interpretadas completamente en inglés. La letra es una declaración de amor de un joven hacia una chica y a la hermana de esta.

## Créditos
- Erwin Flores: guitarra y voz
- Rolando Carpio: guitarra
- César Castrillón: bajo
- Pancho Guevara: batería